# Рубусана, Уолтер
Рубусана Уолтер Бенсон Мпило (коса Mpilo Walter Benson Rubusana; 21 февраля 1858 — 19 апреля 1936) — южноафриканский политик, общественный и религиозный деятель, первый чернокожий депутат нижней палаты (Законодательной ассамблеи) парламента Капской провинции (ЮАС) (1910—1914).

## Биография
Родился в Мнанди, дистрикт Сомерсет-Ист в семье Мбоньяна, советника инкоси (вождя) одного из родовых объединений амакоса. Родители дали ему имя Мпило. Начальное образование Рубусана получил в школе при миссии Пилтон. Через год после начала своего обучения, в 1875 году, он принял крещение и получил христианское имя Уолтер Бенсон. С 1876 он продолжил своё обучение в миссионерском колледже Лавдейл, одном из лучших образовательных учреждений Южной Африки в то время. Завершив своё школьное образование в 1878 году, он сдал экзамен на учительский сертификат. С 1879 по 1882 годы он изучал в Лавдейле теологию и другие гуманитарные науки. Завершив своё образование, Рубусана получил должность учителя и помощника пастора в миссии Пилтон. В 1884 году он был возведён в сан священника конгрегационалистской церкви. Рубусана был членом комиссии по подготовке второго исправленного издания Библии на языке исикоса. В 1905 году он отправился в Лондон, чтобы осуществлять надзор за процессом её издания.
В 1909 году Рубусана был избран президентом Южноафриканского туземного конвента, созванного для выработки общей позиции африканцев Южной Африки по вопросу объединения английских колоний и бывших бурских республик в Южно-Африканский Союз. По решению конвента он отправился в Лондон в составе делегации африканцев, чтобы попытаться убедить английское правительство не утверждать «Акт о Южной Африке» в том виде, котором он был разработан белыми представителями британских колоний. Однако эта миссия закончилась неудачей — имперское правительство не захотело прислушаться к мнению своих чернокожих подданных.
В 1910 году Рубусана был избран депутатом нижней палаты парламента Капской провинции ЮАС и стал её первым чернокожим депутатом. Однако в 1914 году в борьбе с другим видным чернокожим политиком Капской провинции Джоном Тенго Джабаву он потерпел поражение. Правда, и Джабаву не смог набрать нужного количества голосов и в парламент прошел кандидат-европеец. Так закончилась история африканского представительства в Южной Африке в начале XX века. Снова африканцы смогли участвовать в законодательной деятельности лишь в 1990-е годы.
Рубусана был среди основателей Южноафриканского туземного национального конгресса (будущий АНК), созданного в 1912 году. Он был избран одним из его вице-президентов.
В 1914 году Рубусана снова отправился в Англию, теперь уже в составе делегации АНК, чтобы протестовать против принятого в 1913 году парламентом ЮАС «Закона о землях туземцев». Но и на этот раз протесты африканцев не были услышаны в Лондоне.
В 1920 году Рубусана сделал ещё одну попытку вернуться в политику и попытался ещё раз избраться в парламент Капской провинции, но снова потерпел неудачу. После этого он уже не занимался активной политической деятельность и сосредоточил свои усилия на руководстве своей миссией в Ист-Лондоне и распространении образования среди африканцев.
Рубусана внёс значительный вклад в развитие литературы и просвещения среди амакоса. Он написал «Историю Южной Африки с туземной точки зрения», за которую получил степень почётного доктора философии Университете Маккинли (США). В 1906 и 1911 годах в Лондоне вышел сборник «Беригите ваше наследие» (Zemk' inkomo magwalandini), составленный им из поговорок амакоса с объяснениями, которые публиковал на страницах миссионерского журнала Уильям Веллингтон Г’оба. С 1897 года он участвовал в издании газеты на языке исикоса «Изви лабанту», которая соперничала с газетой «Имво забанцунду», издававшейся Джабаву.